# ブルフロッグ
ブルフロッグ(Bullfrog Productions)は、かつて存在したイギリスのゲーム開発会社。著名なゲームデザイナーであるピーター・モリニューや、後にDeepMindを創業するデミス・ハサビスが在籍していた。1987年に社員4人で設立。
設立された当初は、ゲームとは関係の無いプログラムの開発をしていたが、1989年にポピュラスを発売し、それ以降、エレクトロニック・アーツをパブリッシャーに、ゲーム開発をしていくことになる。多くのゲームはピーター・モリニューによってデザインされ、それらはゴッドゲームと呼ばれた。
1995年にエレクトロニック・アーツによって買収され、同社内の開発スタジオとしてゲーム開発を続ける事になったが、1997年にライオンヘッド・スタジオがピーター・モリニューによって設立され、主なスタッフはそこへ移った。他のスタッフもMucky Foot Productionsを立ち上げ、その後ブルフロッグは解散した。
開発チームにはが在籍していた。

## 主な作品
- ポピュラス
- テーマパークシリーズ
- テーマアクアリウム
- テーマホスピタル
- ダンジョンキーパー
- マジックカーペット (ゲーム)
- シンジケートシリーズ
- ハイオクタン